# قرار مجلس الأمن التابع للأمم المتحدة رقم 518
قرار مجلس الأمن التابع للأمم المتحدة رقم 518، المتخذ بالإجماع في 12 آب / أغسطس 1982، بعد التذكير بالقرارات 508 (1982)، 509 (1982)، 512 (1982)، 513 (1982)، 515 (1982)، 516 (1982) و517 (1982)، طالب المجلس مرة أخرى إسرائيل وجميع الأطراف الأخرى بالتقيد الصارم بقرارات مجلس الأمن المرفوعة عليهم.
طالب القرار برفع فوري لجميع القيود المفروضة على مدينة بيروت للسماح بالدخول الحر للمساعدات الإنسانية. ثم طلب القرار من الأمين العام تقديم تقرير عن تنفيذ القرار في أقرب وقت ممكن.